# اندره نلیس
اندره نلیس (انگلیسی: André Nelis; ۲۹ اکتبر ۱۹۳۵ – ۹ دسامبر ۲۰۱۲) قایقران قایق بادبانی اهل بلژیک بود.